# Horní Újezd (ort i Tjeckien, Olomouc)
Horní Újezd är en ort i Tjeckien.   Den ligger i regionen Olomouc, i den östra delen av landet, 250 km öster om huvudstaden Prag. Horní Újezd ligger 330 meter över havet och antalet invånare är 443.
Terrängen runt Horní Újezd är kuperad österut, men västerut är den platt.Runt Horní Újezd är det ganska glesbefolkat, med 26 invånare per kvadratkilometer. Närmaste större samhälle är Přerov, 20,0 km väster om Horní Újezd. I omgivningarna runt Horní Újezd växer i huvudsak blandskog.